# 南艾尔郡
南艾尔郡（英語：South Ayrshire），是英国苏格兰的32个一级行政区之一。地处苏格兰南部大西洋沿岸，是传统工业地区。面积1,222km²，人口112,097。地区行政中心在艾爾。
格拉斯哥普雷斯蒂克国际机场坐落在小镇普雷斯蒂克（Prestwick），1930年代起就是苏格兰的主要机场之一。